# Такеши Натори
Такеши Натори (јап. 名取 武) био је јапански фудбалер.

## Репрезентација
За репрезентацију Јапана дебитовао је 1934. године.

## Статистика
| Јапан  | Јапан | Јапан |
| Год.   | Ута.  | Гол.  |
| ------ | ----- | ----- |
| 1934   | 1     | 1     |
| Укупно | 1     | 1     |